# Luke's Fireworks Fizzle
Luke's Fireworks Fizzle é um curta-metragem norte-americano de 1916, do gênero comédia, estrelado por Harold Lloyd.

## Elenco
- Harold Lloyd - Luke
- Bebe Daniels
- Snub Pollard

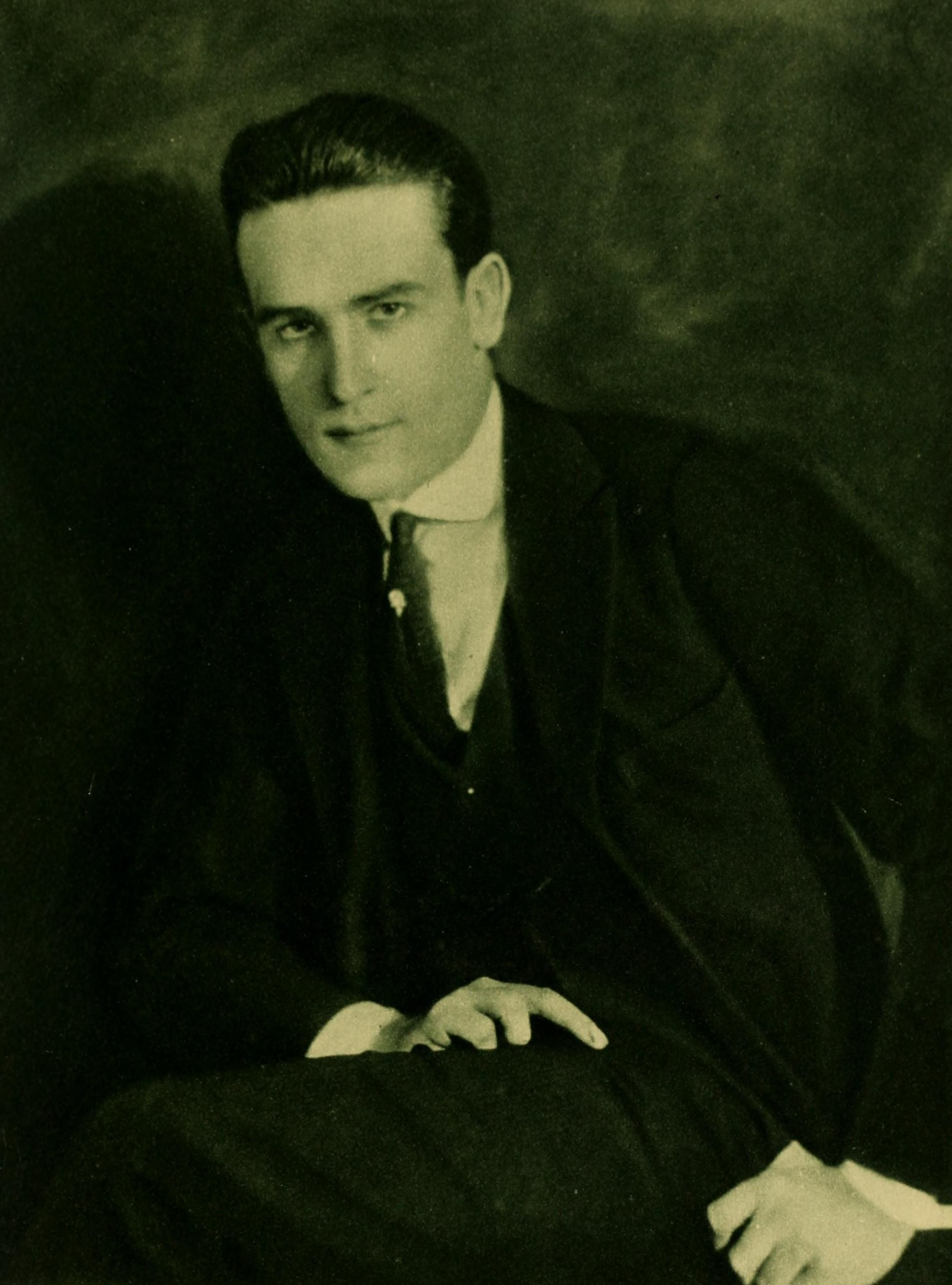
Harold Lloyd

- Charles Stevenson - (como Charles E. Stevenson)
- Billy Fay
- Fred C. Newmeyer
- Sammy Brooks
- Bud Jamison
- Earl Mohan
- Vesta Marlowe
- Peggy Prevost - (como Marjory Prevost)
- Villatta Singley
- Madeline Vintin
- Sidney De Gray
- William Brown - (como William N. Brown)
- Frank Lake